# Przytok (województwo lubuskie)
Przytok (niem. Prittag) – wieś w Polsce położona w województwie lubuskim, w powiecie zielonogórskim, w gminie Zabór.
W latach 1975–1998 miejscowość administracyjnie należała do województwa zielonogórskiego.

## Historia
Najprawdopodobniej wieś jest znacznie starsza niż kolonizacja niemiecka na tych obszarach. Przytok po raz pierwszy wymieniony został w 1408 roku w dokumencie żagańskiego Jana I. Należał on do Ulryka von Quossa i jego synów. W 1426 roku bracia Quossowie zostali pojmani i straceni za rozboje. Książę Jan I oddał Przytok, w zamian za pomoc w schwytaniu poprzednich właścicieli, Hinzowi von Schoffowi. Jedna z jego córek. wychodząc za mąż za Benno von Tschammera, posiadła Przytok, przekazując go swoim potomkom. Wieś była w posiadaniu ich rodziny do końca XVI wieku.
W roku 1591 Joachim von Stensch wykupił Przytok od zbankrutowanego Rudolfa von Tschammera. Ród nowego właściciela posiadł wioskę do połowy lat 30. XIX wieku.
Po śmierci ostatniego z rodu Stensch, Jana Ernsta, Przytok przypadł jego przybranej córce - Fryderyce Konstancji Joannie von Hessler, która w 1805 roku wyszła za mąż za generała saskiego Ryssela.
W latach 20. XIX wieku pastorem w Przytoku był Gottfried Herzlieb, którego siostra, znana jako Otylia, mieszkała blisko czternaście lat w Przytoku. Jest ona jakoby bohaterką powieści Goethego Powinowactwo z wyboru. 
W latach 1596–1597 Joachim von Stensch wzniósł w Przytoku późnorenesansowy zamek, który został rozebrany w 1933 roku. W latach 1864–1867 Emil Kracher von Schwarzenfeld buduje neorenesansową rezydencję, w której dziś mieści się placówka oświatowa.

## Zabytki
Do wojewódzkiego rejestru zabytków wpisane są:
- kościół ewangelicki, obecnie rzymskokatolicki pod wezwaniem Wniebowzięcia NMP, klasycystyczny z XVIII wieku/XIX wieku
- zespół pałacowy, z połowy XVIII wieku, w XIX wieku:
  - pałac w Przytoku, neorenesansowy z XIX w.
  - brama wjazdowa
  - czworak
  - park.

nieistniejące
- dwór wybudowany przez Joachima von Stentsch w 1596[7] na planie litery „L”, składał się z dłuższego korpusu głównego i skrzydła bocznego. Główne wejście w korpusie umieszczone było centralnie w portalu wykonanym z piaskowca. Dwór został rozebrany w 1933[8]. Portal z herbami znajduje się obecnie w Muzeum Ziemi Lubuskiej[9][a].

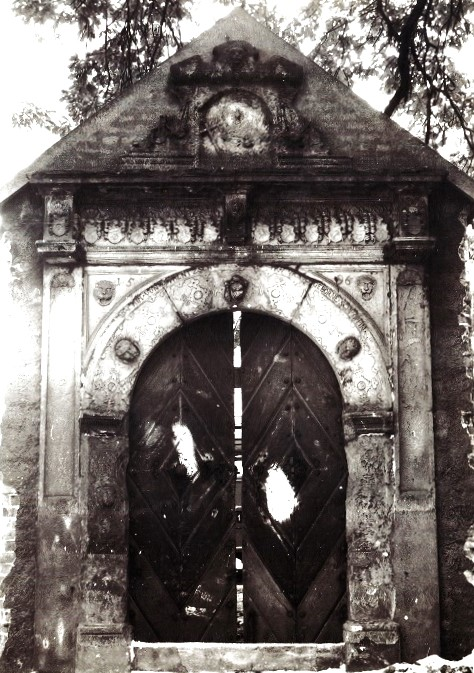
Portal z herbami
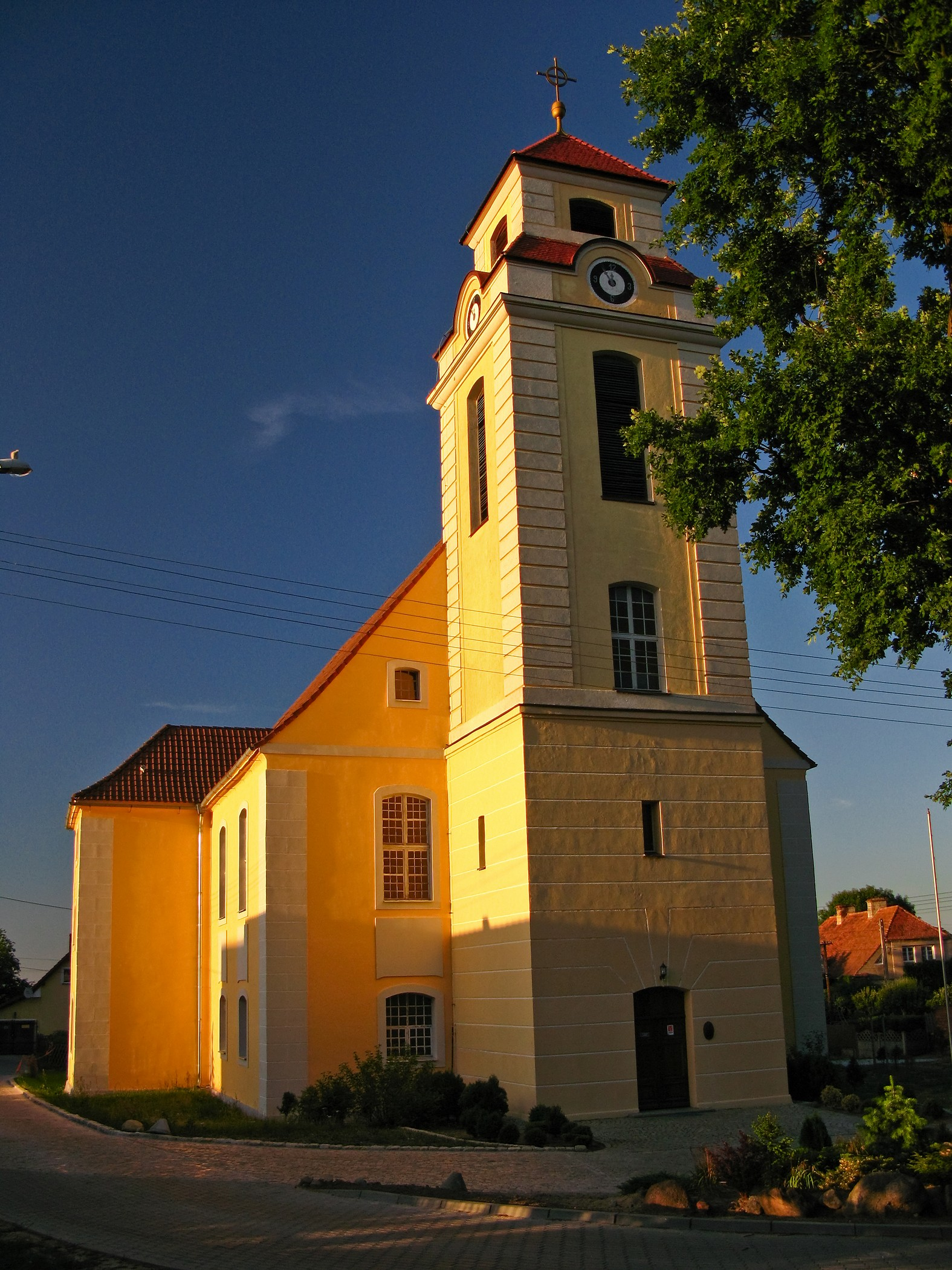
Zabytkowy kościół w Przytoku

## Imprezy sportowe
Co roku w Przytoku w kwietniu organizowany jest wyścig kolarski Piekło Przytoku. Jest on oparty na słynnym klasyku Paryż-Rubaix, gdzie zawodnicy jadący w wyścigu znaczną część trasy mają do pokonania jadąc brukiem. Trasa wyścigu to 10 okrążeń po 6,7 km. Rok w rok w wyścigu udział bierze prawie 100 kolarzy.
W Przytoku, każdego roku odbywa się także na początku kwietnia bieg na dystansie półmaratonu. Bieg został zainicjowany w roku 2002. W roku 2012 zgromadził na starcie ponad 290 osób.
W roku 2012 zainicjowano Koronę Przytoku, jest to osobna klasyfikacja, w której udział biorą wszyscy uczestnicy Półmaratonu Przytok, oraz wyścigu kolarskiego Piekło Przytoku. Półmaraton ma zawsze miejsce w sobotę, a wyścig kolarski następnego dnia w niedzielę.